# Effingen
Effingen és un poble i antic municipi del cantó d'Argòvia (Suïssa), situat al districte de Brugg. El 2022 es fusionà amb Bözen, Elfingen i Hornussen per crear el nou municipi de Böztal.

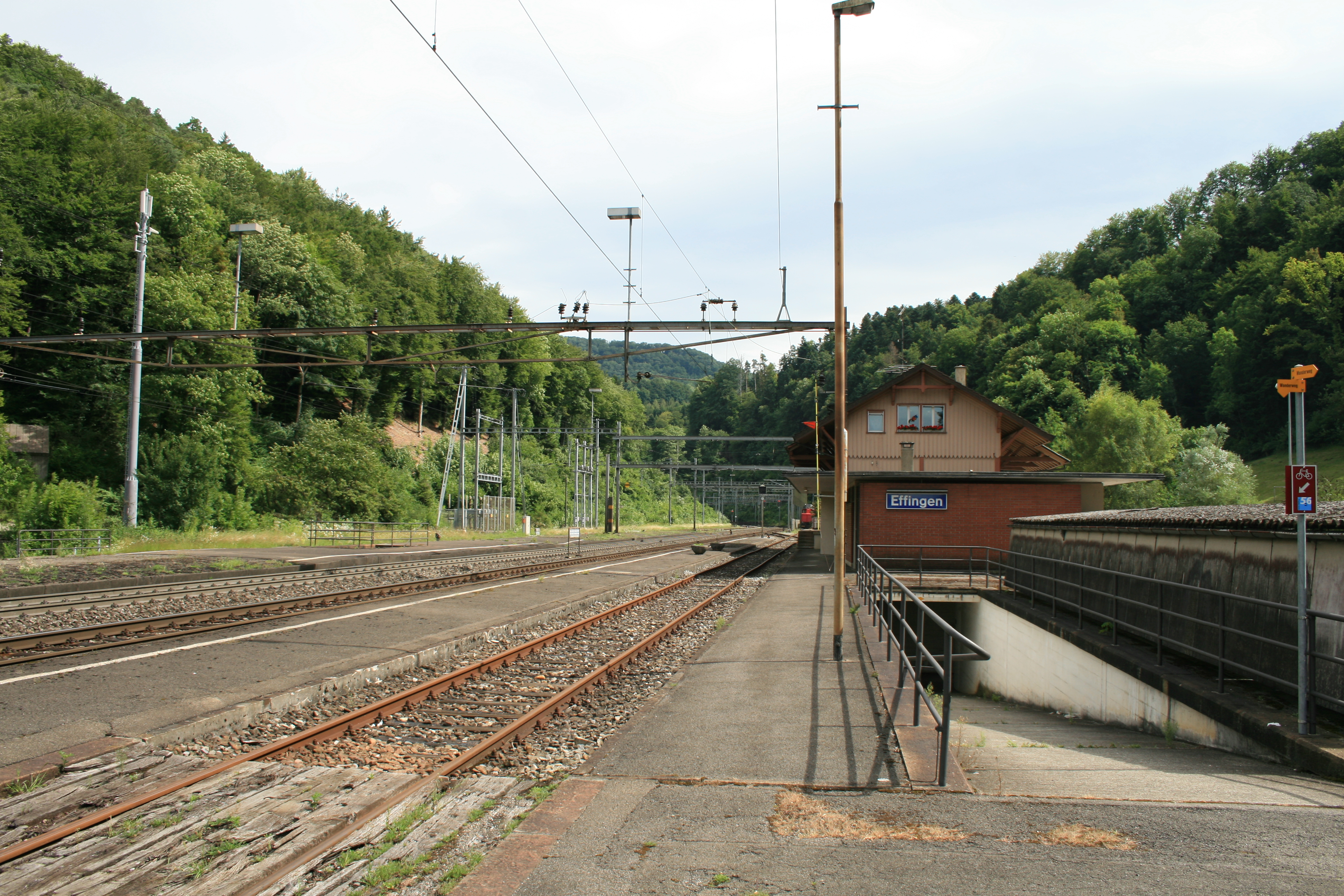
Estació